# Serraggia
La serraggia è uno strumento appartenente alla tradizione musicale della Sardegna; secondo il sistema di classificazione Hornbostel-Sachs, si colloca nella categoria dei cordofoni. È conosciuta anche come zanzarra a Sassari, tumborro a Gavoi, buffeta ad Alghero e violinu antigu a Ploaghe.
Lo strumento è composto da una struttura portante costituita da un bastone un legno o una canna, da una vescica di maiale che funge da cassa di risonanza e da una corda. Il bastone ha una lunghezza variabile da 120 a 200 centimetri alle cui estremità sono posizionati due piroli in legno inseriti in appositi fori. A questi viene fissata una corda tesa ottenuta generalmente da crine di cavallo intrecciato ed impeciato, a volte da un budello ritorto o da un filo di rame o di ottone. La vescica, ripulita dalle nervature ed essiccata, viene gonfiata come un palloncino e posizionata ad un'estremità tra la corda e il bastone.
La serraggia viene suonata generalmente con un archetto composto da un ramo di legno flessibile, normalmente lentisco, che tiene in tensione una corda, ottenuta anch'essa da crine di cavallo. Più raramente viene suonata a pizzichi o a percussione. Una variante dello strumento prevede una pseudo tastiera atta a riprodurre suoni con diverse tonalità.
Di origine antica, attestata a metà Ottocento dallo storico Vittorio Angius, veniva usata per eseguire melodie e brani popolari; oggi viene utilizzata essenzialmente durante le manifestazioni del carnevale di Sassari, Bosa e Gavoi.